# テリー・ロジアー
テリー・ウィリアム・ロジアー3世（Terry William Rozier III   , 1994年3月17日 - ）は、アメリカ合衆国オハイオ州ヤングスタウン出身のプロバスケットボール選手。NBAのマイアミ・ヒートに所属している。ポジションはシューティングガードまたはポイントガード。

## 経歴

### ボストン・セルティックス
ルイビル大学時代にスター選手として活躍。1年生時の2013-14シーズンにAACのオールルーキーチームに選出。翌2014-15シーズンは平均17.1得点を記録するなど成長したロジアーは、2015年4月に2015年のNBAドラフトにアーリーエントリーを表明。全体16位でボストン・セルティックスから指名された。
1年目の2015-16シーズンは、プロのレベルに苦しみ、Dリーグ行きを命じられるなど、39試合の出場で平均1.8得点に止まったが、プレーオフ1回戦のアトランタ・ホークス戦でエイブリー・ブラッドリーが膝を負傷した辺りから出場機会が増え、平均4.8得点を記録した。
2016-17シーズン、はアイザイア・トーマスの控えとして、74試合で平均17.1分の出場で、5.5得点・3.1リバウンド・1.8アシスト・0.6スティールなどを記録。
2017-18シーズン、2017年12月18日のインディアナ・ペイサーズ戦では1点ビハインドで試合時間残り約5秒の状況で、バックコートからスティールした後、そのまま1人で持ち込んで逆転のダンクを決め、派手な勝利を呼び込んだことで大きく称えられた。2018年1月31日に行われたニューヨーク・ニックス戦でキャリア初先発、キャリア初トリプルダブルを同時に達成した。セルティックスの103-73での勝利に貢献したロジアーは、負傷欠場のカイリー・アービングの代わりに先発出場し、17得点、11リバウンド、10アシストを記録した。キャリア初先発でトリプル・ダブルを記録するのは、2013年11月13日にトニー・ローテンが記録して以来、NBA史上2度目の事となった。2日後の2月2日に行われたアトランタ・ホークス戦で2試合連続で先発した。この試合でロジアーは自己最多の31得点を記録、試合はセルティックスが119-110で勝利した。2018年3月25日に行われたサクラメント・キングス戦で自己最多の33得点を記録、試合はセルティックスが104-93で勝利した。このシーズンは80試合(16先発)に平均25.9分の出場で、11.3得点・4.7リバウンド・2.9アシスト・1.0スティールなどを記録した。プレーオフ1回戦、対ミルウォーキー・バックスの第2戦で23得点を記録、試合は120-106で勝利した。第7戦で26得点を記録、試合は112-96で勝利しセルティックスが4勝3敗で1回戦を勝利した。プレーオフでは全19試合で先発し、平均16.5得点・5.3リバウンド・5.7アシスト・1.3スティール・1.2ターンオーバーと、先発として申し分ない好成績だった。
2018-19シーズン、このシーズンは79試合(14先発)に平均22.7分の出場で、9.0得点・3.9リバウンド・2.9アシスト・0.9スティールなどを記録した。

### シャーロット・ホーネッツ
2019-20シーズン開幕前の2019年6月6日、ケンバ・ウォーカーとのサイン・アンド・トレードでシャーロット・ホーネッツに移籍し、ホーネッツと3年総額5,800万ドルの契約を結んだ。このシーズンはデボンテ・グラハムと共には先発として出場し続けた。2020年3月9日のアトランタ・ホークス戦ではダブルオーバータイムで約43分に出場し、自身初の40得点を記録した。このシーズンは63試合に平均34.3分の出場で、18.0得点・4.4リバウンド・4.1アシスト・1.0スティールなどを記録した。スリーポイントは試投数が大幅に増えた上に成功率は40.7%だった。
2020-21シーズンは、2020年12月23日のクリーブランド・キャバリアーズとの開幕戦で10本のスリーポイントを含む自己最多の42得点を記録した。
2021年8月19日にホーネッツと4年総額9,600万ドルの契約延長に合意した。

### マイアミ・ヒート
2024年1月23日にカイル・ラウリー、プロテクト付きのドラフト1巡目指名権とのトレードで、マイアミ・ヒートへ移籍した。

## 人物
かつて所属していたホーネッツのオーナーであるマイケル・ジョーダンが現役時代にシカゴ・ブルズで2度の3連覇を成し遂げたことを、2020年にNetflixで公開されたドキュメンタリー番組「ザ・ラストダンス」を観るまで知らなかったという。

## 個人成績

### NBA

#### レギュラーシーズン
| シーズン | チーム | GP  | GS  | MPG  | FG%  | 3P%  | FT%  | RPG | APG | SPG | BPG | PPG  |
| -------- | ------ | --- | --- | ---- | ---- | ---- | ---- | --- | --- | --- | --- | ---- |
| 2015–16  | BOS    | 39  | 0   | 8.0  | .274 | .222 | .800 | 1.6 | .9  | .2  | .0  | 1.8  |
| 2016–17  | BOS    | 74  | 0   | 17.1 | .367 | .318 | .773 | 3.1 | 1.8 | .6  | .1  | 5.5  |
| 2017–18  | BOS    | 80  | 16  | 25.9 | .395 | .381 | .772 | 4.7 | 2.9 | 1.0 | .2  | 11.3 |
| 2018–19  | BOS    | 79  | 14  | 22.7 | .387 | .353 | .785 | 3.9 | 2.9 | .9  | .3  | 9.0  |
| 2019–20  | CHA    | 63  | 63  | 34.3 | .423 | .407 | .874 | 4.4 | 4.1 | 1.0 | .2  | 18.0 |
| 2020–21  | CHA    | 69  | 69  | 34.5 | .450 | .389 | .817 | 4.4 | 4.2 | 1.3 | .4  | 20.4 |
| 2021–22  | CHA    | 73  | 73  | 33.7 | .444 | .374 | .852 | 4.3 | 4.5 | 1.3 | .3  | 19.3 |
| 2022–23  | CHA    | 63  | 63  | 35.3 | .415 | .327 | .809 | 4.1 | 5.1 | 1.2 | .3  | 21.1 |
| 2023–24  | CHA    | 30  | 30  | 35.5 | .459 | .358 | .845 | 3.9 | 6.6 | 1.1 | .4  | 23.2 |
| 2023–24  | MIA    | 31  | 30  | 31.5 | .423 | .371 | .913 | 4.2 | 4.6 | 1.0 | .3  | 16.4 |
| 2024–25  | MIA    | 64  | 23  | 25.9 | .391 | .295 | .852 | 3.7 | 2.6 | .6  | .2  | 10.6 |
| 通算     | 通算   | 665 | 381 | 27.6 | .418 | .361 | .829 | 3.9 | 3.5 | .9  | .2  | 13.9 |

#### プレーオフ
| シーズン | チーム | GP | GS | MPG  | FG%  | 3P%  | FT%   | RPG | APG | SPG | BPG | PPG  |
| -------- | ------ | -- | -- | ---- | ---- | ---- | ----- | --- | --- | --- | --- | ---- |
| 2016     | BOS    | 5  | 0  | 19.8 | .391 | .364 | 1.000 | 3.4 | 1.2 | .2  | .6  | 4.8  |
| 2017     | BOS    | 17 | 0  | 16.3 | .402 | .368 | .800  | 2.6 | 1.9 | .6  | .2  | 5.6  |
| 2018     | BOS    | 19 | 19 | 36.6 | .406 | .347 | .821  | 5.3 | 5.7 | 1.3 | .3  | 16.5 |
| 2019     | BOS    | 9  | 0  | 18.0 | .322 | .235 | .750  | 4.3 | 1.9 | .4  | .2  | 6.4  |
| 通算     | 通算   | 50 | 19 | 24.7 | .393 | .335 | .809  | 4.0 | 3.3 | .8  | .3  | 9.8  |

### カレッジ
| シーズン | チーム   | GP | GS | MPG  | FG%  | 3P%  | FT%  | RPG | APG | SPG | BPG | PPG  |
| -------- | -------- | -- | -- | ---- | ---- | ---- | ---- | --- | --- | --- | --- | ---- |
| 2013–14  | ルイビル | 37 | 10 | 18.9 | .401 | .371 | .712 | 3.1 | 1.8 | 1.0 | .1  | 7.0  |
| 2014–15  | ルイビル | 36 | 35 | 35.0 | .411 | .306 | .790 | 5.6 | 3.0 | 2.0 | .2  | 17.1 |
| 通算     | 通算     | 73 | 45 | 26.8 | .408 | .331 | .772 | 4.3 | 2.4 | 1.5 | .1  | 12.0 |